# Aeroportul Tureia
Aeroportul Tureia (IATA: ZTA, ICAO: NTGY) este un aeroport din Tureia⁠(d), îles Tuamotu-Gambier⁠(d), Polinezia Franceză, Franța ce deservește zona Tureia⁠(d). Aeroportul a fost tranzitat în 2022 de 1.392 de pasageri. A fost deschis în 1985 și numit după Tureia⁠(d).
Situat la o altitudine de 4 m, aeroportul dispune de o singură pistă.